# Dydko
Dydko, didko, ditko, dytko, dydo – nadprzyrodzona istota z polskiego folkloru, pierwotnie demon z wierzeń słowiańskich, później zdegradowany do roli straszydła. 
Postać dydka wywodzi się od znanego na Rusi demona opiekuńczego domu (por. domowik), po chrystianizacji zdegradowanego do roli diabła, zwłaszcza leśnego, ostatecznie zaś do roli nocnego straszydła, którym straszono dzieci (por. bobo).
Dydka wyobrażano sobie jako niezgrabną postać z wielką głową, zazwyczaj na słomianych nogach podobnych do pajęczych odnóży. Według późniejszych wierzeń dydko miał się pokazywać w zwierciadle pannom spędzającym za dużo czasu przed lustrem.
Na Podkarpaciu uważano, że bytuje on w puszczach i zaroślach, plącząc szlaki, podmieniając drogowskazy i uprzykrzając życie wędrowcom. Czasem stosuje on czary i uroki, pokazując się w postaci związanego koguta albo zająca.